# Dżisr az-Zarka
Dżisr az-Zarka (hebr. ג'סר א-זרקא; arab. جـِسـْر الزرقاء; pol. „Most nad Niebieskim Strumieniem”) – samorząd lokalny położony w dystrykcie Hajfa, w Izraelu.

## Położenie
Leży na równinie Szaron nad Morzem Śródziemnym na północ od miasta Hadera, w otoczeniu miasta Or Akiwa, wioski Cezarea, moszawu Bet Chananja oraz kibucu Ma’agan Micha’el. Jest to jedyne arabskie miasto położone na izraelskim wybrzeżu Morza Śródziemnego (w miastach Hajfa, Akka i Jafa zamieszkuje duża społeczność arabska).

## Historia
Współczesna osada została założona w 1924 roku. Nazwa odnosi się do mostu wzniesionego nad rzeką Taninim (arab. Wadi Az-Zarka; pol. Niebieski Strumień). Most wybudowano pod koniec XIX wieku dla niemieckiego cesarza i króla Prus Wilhelma II. Podczas wojny o niepodległość w 1948 roku żydowskie oddziały Hagany przeprowadziły przymusową deportację większości Arabów żyjących w wioskach na wybrzeżu Morza Śródziemnego. Jednak w przypadku osady Dżisr a-Zarka sprzeciwili się temu żydowscy mieszkańcy pobliskich osiedli Binjamina-Giwat Ada i Zichron Ja’akow. W ten sposób Arabowie pozostali w Dżisr a-Zarka. W 1963 roku osada otrzymała status samorządu lokalnego. W listopadzie 2002 roku Caesarea Development Corporation rozpoczęła budowę dużego wału ziemnego o długości ponad 160 m, który przecina korytarz ziemi pomiędzy Dżisr a-Zarka a położoną na południu żydowską wsią Cezarea. Budowę rozpoczęto bez żadnych wcześniejszych uzgodnień z radą miejską Dżisr a-Zarka. Jako powód budowy wału ziemnego podano często powtarzające się kradzieże, jednak mieszkańcy Dżisr a-Zarka odbierają wał jako „rasistowską barierę”.

## Demografia
Zgodnie z danymi Izraelskiego Centrum Danych Statystycznych w 2008 roku w osadzie żyło 11,8 tys. mieszkańców, wszyscy Arabowie.
Populacja osady pod względem wieku (dane z 2006):
| Wiek (w latach) | Procent populacji w % |
| --------------- | --------------------- |
| 0-4             | 15,7%                 |
| 5-9             | 14,5%                 |
| 10-14           | 12,3%                 |
| 15-19           | 10,5%                 |
| 20-29           | 19,1%                 |
| 30-44           | 17,9%                 |
| 45-59           | 7,3%                  |
| ponad 60        | 2,8%                  |

Źródło danych: Central Bureau of Statistics.

## Edukacja
W zachodniej części miejscowości znajduje się szkoła podstawowa oraz szkoła średnia Makif. Przy szkołach jest centrum kultury i rekreacji z boiskiem do piłki nożnej.

## Gospodarka
Gospodarka miejscowości opiera się na rolnictwie i turystyce.

## Turystyka
Tutejszą atrakcją turystyczną są piękne plaże oraz meczet Uthman Ibn al-Khatab.

## Ciekawostki
Według Księgi rekordów Guinnessa w 2008 roku w Dżisr az-Zarka żył najstarszy żyjący człowiek. Była to arabska kobieta Mariam Amash, urodzona 120 lat temu.

## Transport
Wzdłuż wschodniej granicy miejscowości przebiega autostrada nr 2, brak jednak możliwości wjazdu na nią. Z miejscowości wychodzi droga nr 6531, którą jadąc na wschód dojeżdża się do moszawu Bet Chananja i skrzyżowania z drogą ekspresową nr 4.